# المناوشات بين باكستان والولايات المتحدة
تمثلت المناوشات الحدودية بين باكستان والولايات المتحدة بالاشتباكات والمواجهات العسكرية بين باكستان والولايات المتحدة؛ والتي وقعت على طول الحدود الأفغانية الباكستانية منذ أواخر عام 2008 حتى أواخر عام 2012؛ مما أدى إلى مقتل 55 باكستاني دون وقوع إصابات في الصفوف الأمريكية. تحاربت القوات المسلحة الأمريكية في أفغانستان وقوات المساعدة الدولية لإرساء الأمن في أفغانستان (إيساف) في هذه الحوادث، والتي كانت موجودة في أفغانستان للقتال ضد تمرد طالبان وتنظيم القاعدة، والقيادة العسكرية الغربية الموحدة للقوات المسلحة الباكستانية ضد بعضها البعض في سلسلة من المناوشات؛ والتي توقفت بعد فترة وجيزة من هجوم الناتو في باكستان في عام 2011. توصل الجانبان في نهاية المطاف إلى السلام، واستمرار عمليات التعاون ضد الجماعات المتمردة في باكستان بعد اعتذار رسمي، مهما كان موجزًا، من وزيرة خارجية الولايات المتحدة هيلاري كلينتون آنذاك في 3 يوليو عام 2012 بشأن الخسائر في الأرواح التي تكبدها الجيش الباكستاني.

## الحوادث

### حادثة تاناي
أطلقت القوات الباكستانية النار على مروحيتي استطلاع أمريكي من طراز أو إتش-58 كيوا في 25 سبتمبر عام 2008. ردت القوات البرية الأمريكية، التي دعمتها المروحيات، بإطلاق النار. لم يصب أحد من الجانبين ولم تتضرر المروحيات. أكد مسؤولون أمريكيون وحلف شمال الأطلسي أن المروحيات كانت تحلق داخل الأراضي الأفغانية لحماية دورية مسلحة. أعلن المسؤولون الباكستانيون أن المروحيات كانت داخل الأراضي الباكستانية وأنها حذرتها بإطلاق «قنابل إنارة» عليها.

### حادثة كورام
دخلت مروحيات أمريكية المجال الجوي الباكستاني في 30 سبتمبر عام 2010 وفقًا للتحالف؛ وذلك بعد أن حددت القوات البرية موعدًا قريبًا لهجوم مسلحين في باكستان بقذائف الهاون. أطلقت قوات حرس الحدود الباكستانية التي تعمل في مركز مانداتا كاداهو الحدودي طلقات تحذيرية؛ وردّت المروحيات بإطلاق صاروخين دمرا الموقع. قُتل ثلاثة جنود وأصيب ثلاثة آخرين. ردت باكستان بإغلاق طريق إمداد رئيسي لحلف شمال الأطلسي لمدة أحد عشر يومًا.

### حادثة داتا خيل
اندلعت اشتباكات بين مروحية أمريكية والقوات الباكستانية في منطقة داتا خيل في 17 مايو عام 2011. ذكر حلف الناتو أن قاعدة أمريكية على طول الحدود الأفغانية الباكستانية تعرضت لنيران مباشرة وغير مباشرة من باكستان. حلقت مروحيتان أمريكيتان إلى المنطقة. ذكر الجيش الباكستاني أن المروحيات اخترقت مجالها الجوي. أطلقت القوات الباكستانية النار على مروحية مرتين، وردّت المروحية بإطلاق النار، مما أدى إلى إصابة جنديين. أفادت التقارير أن باكستان أطلقت طائرتين مروحيتين هجوميتين وصلتا بعد مغادرة المروحيات الأمريكية.

### حادثة صلالة
قُتل 28 جنديًا باكستانيًا في 26 نوفمبر عام 2011، ومن ضمنهم ضابطين، وأصيب الباقون في هجوم على موقعين حدوديين باكستانيين في منطقة مهمند القبلية بواسطة مروحيات أباتشي تابعة لحلف الناتو، وطائرات لوكهيد إيه سي-130 وطائرات مقاتلة. تواجد حوالي 40 جنديًا في نقطة التفتيش، ووقعت الغارات ليلًا بينما كان معظمهم نائمين أو مستريحين. كان ذلك هجوم الناتو الأكثر دموية التي شهدته الأراضي الباكستانية حتى ذلك اليوم. زعمت باكستان أنه لم يكن هناك نشاط عسكري على طول المنطقة الحدودية الأفغانية أثناء تنفيذ الناتو للهجوم. علقت باكستان على الفور جميع إمدادات الناتو إلى أفغانستان في أعقاب الهجوم. أمرت باكستان لاحقًا الولايات المتحدة أيضًا بإغلاق العمليات وإخلاء مطار الشمسي الجوي في بلوشستان خلال فترة زمنية مدتها 15 يومًا؛ والذي ورد أن الولايات المتحدة تستخدمه لشن هجمات بطائرات بدون طيار في باكستان.